# 1096 Реунерта
1096 Реунерта (1096 Reunerta) — астероїд головного поясу, відкритий 21 липня 1928 року.
Тіссеранів параметр щодо Юпітера — 3,369.